# Стивидор
Стивидо́р (стивадор) (исп. estibador — грузчик) — должностное лицо, представитель портовой администрации на судне в период его нахождения в порту, который является исполнителем грузовых мероприятий на судне. Кроме этого, «стивидорами» называют специализированные компании и организации, которые занимаются разгрузкой и погрузкой коммерческих судов. 
Как правило, стивидор несёт всю меру ответственности за выполнение общего плана работ и соблюдение их технологического регламента. При выявлении нарушений порядка ведения работ стивидор обладает полномочиями приостановить их. Контролируя график обработки судна, он отвечает за любые внеплановые простои погрузочной оснастки и ведёт учёт стояночного времени. Все текущие вопросы по ходу осуществления судовых работ он обязан согласовывать с капитаном судна. В конце своей смены стивидор отчитывается перед дежурным диспетчером грузового района. 
В зависимости от условий фрахтового договора стивидор может быть нанят судовладельцем или фрахтователем (владельцем) груза. В первом случае стоимость стивидорных операций рассчитывают по фрахтовой ставке.